# Möhlauer See
Der Möhlauer See befindet sich in Möhlau, einem Ortsteil der Gemeinde Gräfenhainichen im Landkreis Wittenberg. Es handelt sich bei dem See um ein geflutetes Tagebaurestloch.

## Nutzung
Der Möhlauer See ist einer der drei Seen des Ortes, die aus dem Braunkohleabbau hervorgegangen sind. Nach Ende des Tagebaus wurden die Restlöcher geflutet und nun als Badeseen genutzt. Der Möhlauer See ist dabei ca. 17 Hektar groß und bis zu 7 Meter tief. Die durchschnittliche Wassertemperatur liegt bei 18 °C. Über 80 % der Uferlinie sind durch Uferrandstreifen aus Röhricht, Bäumen und Sträuchern geschützt. Am See gibt es einen Sandstrand und weitere Freizeitmöglichkeiten wie Campingplatz und Fahrradverleih. Auch bei Anglern ist der See beliebt.